# Vichistická Francie
Vichistická Francie neboli Vichistický režim (francouzsky Régime de Vichy) jsou označení užívaná pro státní útvar v jižní části Francie v období druhé světové války od roku 1940 do roku 1944, jehož oficiální název byl Francouzský stát (francouzsky État Français). Pojmy se užívají jednak v širším smyslu pro s Německem spolupracující vládu maršála Philippa Pétaina, v užším smyslu pro území, které tato vláda fakticky ovládala.

## Historie

### Vznik
V průběhu závěrečné fáze bitvy o Francii přesídlila vláda do lázeňského města Vichy ve střední Francii a 22. června 1940 podepsala kapitulaci. 10. července pak parlament schválil změnu ústavy, kterou dostala vláda v čele s Pétainem absolutní moc. Premiér Pierre Laval mu údajně měl říci: „Jestlipak, maršále, znáte rozsah svých pravomocí? Jsou o dost větší, než měl král Ludvík XIV., protože Ludvík XIV. musel svoje rozhodnutí předkládat parlamentu, zatímco vy nemusíte – žádný parlament nemáme.“ Následující den, 11. července 1940, je dnem zániku Francouzské třetí republiky a vzniku Francouzského státu.

### Francouzští židé
V roce 1940 žilo na území Francie cca 300 000 Židů. Až do tzv. „konečného řešení židovské otázky“ v roce 1942 se Židé zdáli být ve Francii v bezpečí. V roce 1942 však vichistická vláda uznala židovský národ za nepotřebný, aby tak vyhověla Němcům.  Celkově bylo od jara 1942 až do osvobození v červnu 1944 deportováno 76 000 Židů v 79 konvojích. Z nich se z koncentračních táborů vrátilo 2 500 osob. Další cca 4 000 Židů zahynulo ve francouzských táborech nebo byli popraveni ve Francii. Oběti byly nejprve odváženy do internačního tábora Drancy severně od Paříže, a poté pokračovaly do Osvětimi. Poslední transport tam odjel 17. srpna 1944, 8 dní před osvobozením Paříže.

### Zánik
Konec vichistického režimu je datován na 25. srpna 1944, kdy byla osvobozena Paříž. Krátce ještě působila vichistická vláda jako vláda v exilu v německém městě Sigmaringen. Za kolaboraci s Němci bylo před soud postaveno asi 120 tisíc úředníků a funkcionářů vichistického režimu. Z nich bylo 1500 odsouzeno k trestu smrti včetně Pétaina, jemuž však byl později rozsudek zmírněn na doživotní.

## Působnost
Země byla podle smlouvy o příměří rozdělena na dvě základní zóny. Formálně vláda ve Vichy vládla celé Francii, severní Francie včetně Paříže a celého atlantického pobřeží (cca 60 % území) však byla pod přímou okupační správou Wehrmachtu. Jižní část Francie, ač kolaborantský a totalitní stát, byla víceméně suverénní. Vláda ve Vichy směla dokonce udržovat vlastní vojsko a loďstvo, ač značně omezené. 
10. listopadu 1942, v reakci na spojenecké vylodění v severní Africe, německé jednotky obsadily i tuto část území a vichistická vláda se stala jen skutečnou německou loutkou. Vichistickému režimu však byla loajální také většina kolonií, které pak sloužily nacistům. Roku 1941 podepsal vichistický premiér François Darlan s německým vyslancem v Paříži Otto Abetzem tzv. Pařížský protokol, který mimo jiné umožňoval Luftwaffe využívat letiště v Sýrii pro podporu povstání Rašída Alího v Iráku, přístavu Bizerta pro zásobování Afrikakorpsu a Dakaru jako základny Kriegsmarine.

## Státní symbolika

Vlajka:
Státní vlajka
Osobní vlajka maršála Pétaina, hlavy státu

Znak:
Státní emblém (1940–1944)
Oficiální znak maršála Pétaina (1940–1944)
Neoficiální znak maršála Pétaina (1940–1944)